# عزت هاجروفيتش
عزت هايروفيتش (بالبوسنوية: Izet Hajrović)‏ وهو لاعب كرة قدم بوسني في مركز الجناح ولد في يوم 4 أغسطس 1991 في بلدة بروغ في سويسرا وهو يلعب حالياً مع نادي فيردر بريمين في ألمانيا وسبق له اللعب مع نادي غراسهوبر زيوريخ في سويسرا ولعب مع نادي غلطة سراي في تركيا ولعب مع منتخب البوسنة والهرسك لكرة القدم ومع منتخب سويسرا لكرة القدم.

## وصلات خارجية
- عزت هاجروفيتش على موقع الاتحاد الدولي (مؤرشف)  (الإنجليزية)
- عزت هاجروفيتش على موقع الاتحاد الأوربي (الإنجليزية)
- عزت هاجروفيتش على موقع اتحاد تركيا (لاعب) (الإنجليزية)
- عزت هاجروفيتش على موقع إي إس بي إن إف سي (الإنجليزية)
- عزت هاجروفيتش على موقع قاعدة بيانات كرة القدم.إي يو (الإنجليزية)
- عزت هاجروفيتش على موقع ناشيونال فوتبول تيمز (الإنجليزية)
- عزت هاجروفيتش على موقع Soccerbase.com (لاعب) (الإنجليزية)
- عزت هاجروفيتش على موقع Soccerway.com (الإنجليزية)
- عزت هاجروفيتش على موقع عالم كرة القدم.نت (الإنجليزية)
- عزت هاجروفيتش على موقع AS.com (الإسبانية)